# Flinders Bay
Flinders Bay is een plaats en baai in de regio South West in West-Australië. Het meest nabijgelegen dorp is Augusta. Het ligt dicht tegen de monding van de rivier Blackwood en ten noorden van kaap Leeuwin.

## De baai
Op kaart "Terra Australis Sheet 1 1801–1803" van Matthew Flinders wordt het gebied aangeduid als de Dangerous Bight. De baai begint in Point Matthew, 1,5 kilometer ten oostnoordoosten van kaap Leeuwin en eindigt 8 kilometer oostwaarts in Ledge Point. Matthew Flinders was de eerste Europeaan die de baai aandeed, op 7 december 1801. De baai werd naar hem vernoemd door ofwel James Stirling ofwel John Septimus Roe in 1829 of 1830.

## Spoorweg eindstation en aanlegsteiger

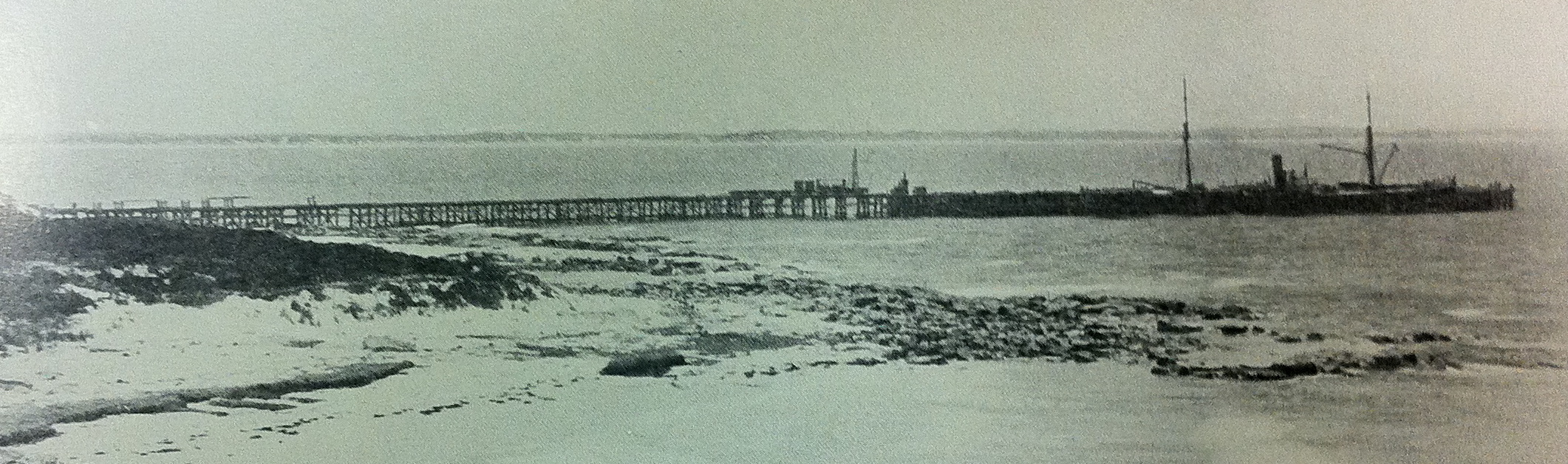
Flinders Bay 1899-1902

Flinders Bay ontstond als een kleine nederzetting waar aan walvis- en visvangst werd gedaan nadat de kolonistenfamilies Molloy, Bussell en Turner in 1830 waren geland op Barrack Point. De meeste kolonisten trokken de volgende drie jaar verder noordwaarts richting Vasse en Busselton. In 1855 werd Flinders Bay als haven bekend. De Amerikaanse walvisjager Congress uit New Bedford deed het plaatsje in 1857 aan. Vanaf 1876 begon men via het haventje hout uit te voeren. In 1882 bouwde M.C. Davies grote aanlegsteigers in Hamelin Bay en aan Barrack Point in Flinders Bay. Er waren in Flinders Bay twee aanlegsteigers. Een kleinere waarvan haast niets meer over is en die van M.C. Davies, ook wel de Barrack Point Jetty genoemd, waarvan de restanten nog te zien zijn.
In 1883 legde M.C. Davies een spoorweg aan tussen Hamelin Bay en Flindersbay met houten spoorstaven waarover spoorwagons hout vervoerden getrokken door paarden. In 1897 werden de houten spoorstaven vervangen door ijzeren spoorstaven om de wagons met stoomlocomotieven in plaats van met paarden te kunnen verplaatsen. In 1913 kocht de overheid de lijn en tegen 1923 werd de spoorlijn verder getrokken naar Margaret River en Busselton. De lijn zou niet enkel meer de houtindustrie bedienen maar ook het toerisme en de landbouw- en zuivelindustrie. De spoorweglijn stond bekend als de Flinders Bay Branch Railway en bleef dienst doen tot 1957.

## Haventje
Er was nood aan een jachthaven in de baai voor het aanleggen van vissersboten en het laten opstappen van walvisspotters op toeristische boten. Volgens de eerste plannen uit 2004 zou het haventje nabij de oude nederzetting van Flinders Bay komen te liggen. In 2005 werd echter beslist de jachthaven in een baai dichter bij kaap Leeuwin aan te leggen. De haven aan de Flat Rock site is ondertussen afgewerkt en werd door de Departement of Transport de Augusta Boat Harbour genoemd.

## The Whaling

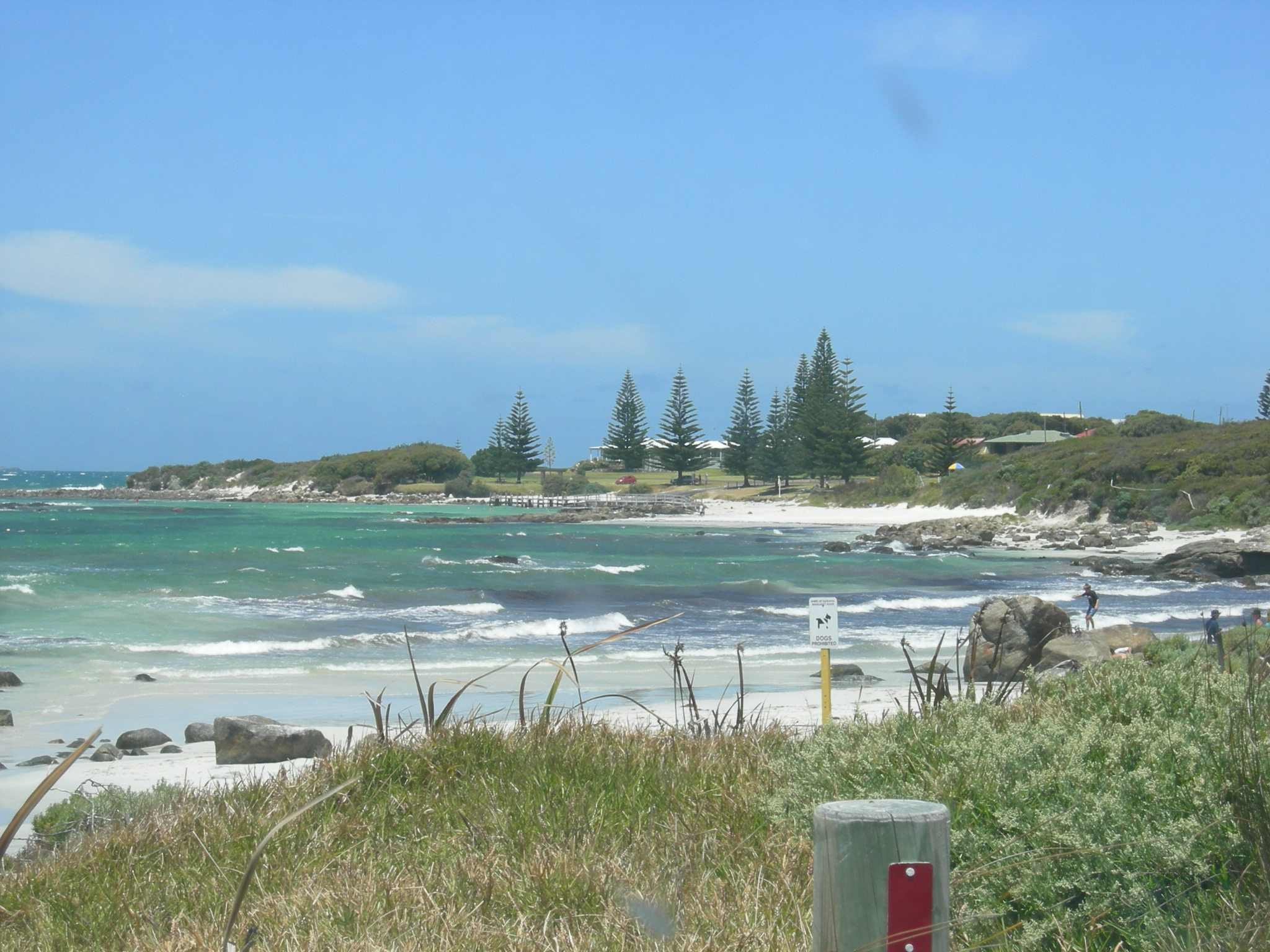
The Whaling

Het landingsgebied naast het oude spoorwegstation werd oorspronkelijk The Whaling genoemd omdat de Amerikanen er tussen 1830 en 1849 aan walvisvangst deden. Er staat een gedenkmonument : The Whaling Memorial. In het landingsgebied werden in de 19e en het begin van de 20e eeuw schepen geladen en gelost. Tot in de jaren 1970 waren er nog loodsen en laadplaatsen aanwezig. 
Op 30 juli 1986 strandde een groep van 114 zwarte zwaardwalvissen op Town Beach in de Flinders baai nabij Augusta. Het Department of Environment and Conservation coördineerde drie dagen lang vrijwilligers uit heel West-Australië. Bosarbeiders, natuurbeschermers, surfers en stedelingen vervoerden 96 vissen met vrachtwagens naar meer beschutte wateren. De overlevende vissen werden daarna terug naar de baai geleid geflankeerd door een vloot boten, surfers en zwemmers. Een gedenkteken aan Town Beach herinnert aan de reddingsoperatie.
Bedrijfjes gebruiken de baai tegenwoordig ook om walvisspotters te bedienen.

## St Alouarn Islands
De St Alouarn Islands zijn een groep eilanden en rotsen ten zuidoosten van Kaap Leeuwin. Ze liggen ongeveer 11 kilometer ten zuiden van Augusta in de Flinders baai. Samen met de riffen bieden ze het uiterste zuiden van de baai bescherming.

## Klimaat
Zoals de merendeel van de zuidwestelijke kustregio's heeft Flinders Bay een mediterraan klimaat met koele tot warme zomers en zachte natte winters.

## Zeeslakkenkweek
Na proeven in 2012 werd een commerciële zeeslakken "boerderij" opgestart in Flinders Bay. Sinds april 2016 werkt de kwekerij middels een kunstmatig rif van 5000 betonblokken die "abitats" worden genoemd. Elke 900 kilogram zware betonblok kan 400 zeeslakken dragen. Het rif wordt bevrucht met zaad uit een kwekerij aan land.
De zeeslakken voeden zich met algen die op de betonblokken groeien. De verrijking van het ecosysteem van de baai zorgt ook voor meer zeebaarzen, guldenkoppen, lipvissen, horsmakrelen en andere vissoorten. 
Volgens Bram Adams van het zeeslakkenbedrijf doen ze niet aan aquacultuur omdat men niet meer tussenkomt eens de zeeslakken op de betonblokken zijn gevestigd. De zeeslakken verschillen niet van de wilde zeeslakken.
Zeeslakken (abalone) zijn een dure delicatesse. In Australië mogen ze slechts vier dagen per jaar geoogst worden door de bevolking.